# Рейснер, Михаил Андреевич
Михаил Андреевич Рейснер (нем. Michael von Reusner, 7 [19] марта 1868, Вилейка, Виленская губерния, Российская империя — 3 августа 1928, Москва, СССР) — русский и советский учёный-юрист, публицист, социопсихолог и историк. Участник революционного движения. Отец Ларисы и Игоря Рейснеров.

## Биография
Происходил из российского дворянского рода померанского происхождения (Рейснер) и родился в семье чиновника 7 (19) марта 1868 года в Вилейке Виленской губернии (ныне Минская область, Белоруссия).
В 1888 году окончил 6-ю петербургскую гимназию и в 1892 году со степенью кандидата права юридический факультет Варшавского университета.
В 1893—1896 годах преподавал в Ново-Александрийском институте сельского хозяйства и лесоводства.  В 1896 году командирован в Гейдельберг, где проработал два года. Получил степень доктора философии за работу «Трактат о Божественном происхождении царской власти».
В 1898—1903 годах был профессором юридического факультета Томского университета. В 1901 году находился в годичной заграничной научной командировке.
В результате студенческих беспорядков 1903 года ему пришлось подать в отставку, он был вынужден эмигрировать в Германию и Францию. В конце 1905 года Рейснер возвратился в Россию. Участвовал в работе Первой конференции РСДРП в Таммерфорсе. После разгрома революции 1905 года вновь уехал за границу, читал лекции в Русской высшей школе общественных наук в Париже.
В 1907 году Рейснер вернулся в Россию и стал приват-доцентом Санкт-Петербургского университета, был профессором Психоневрологического института. В. Л. Бурцев обвинял его в сотрудничестве с царской охранкой.
Во время Первой мировой войны выпускал, совместно с дочерью Ларисой, журнал «Рудин».
После Октябрьской революции 1917 года был заведующим отделом законодательных предположений Народного комиссариата юстиции, профессором в Петроградском университете, участвовал в разработке первой советской конституции. Рейснер был одним из основателей Коммунистической академии как центра марксистской социальной науки. Также он является автором декрета об отделении церкви от государства. Он был также одним из основателей Русского психоаналитического общества и работал в Наркомпросе. Профессор кафедры общей истории и теории права факультета общественных наук (1921—1925), профессор кафедры государственного права СССР и государственного права буржуазных стран факультета советского права (1925—1928) Московского университета. Действительный член Института теории и истории права факультета общественных наук (1921—1925?).
Умер 3 августа 1928 года в Москве. Урна с прахом захоронена в колумбарии на Донском кладбище.

## Семья
- Жена — Екатерина Александровна, урождённая Хитрово — из известного дворянского рода. Дежурила в Кремлёвской больнице, где умирала её дочь, покончила жизнь самоубийством сразу же после смерти Ларисы.
  - Дочь — Лариса Рейснер (1895—1926) — революционерка, участница гражданской войны в России, журналистка, советская писательница.
  - Сын — Игорь Рейснер (1899—1958) — советский востоковед, доктор исторических наук (1953), специалист по Индии и Афганистану.
  - Сын (приёмный)[3] — Лев Рейснер (1902—1941) — советский подводник, репрессирован в 1937 году, умер в лагере.

## Основные труды и статьи
- Право свободного исповедания. // Вестник права . — 1899. — № 9, Ноябрь. — С. 85-102.
- Христианское государство. (К вопросу об отношении государства и церкви). Идея христианского государства в прусской церковной политике и учении некоторых немецких канонистов. — 1899.
- Мораль, право и религия по действующему русскому закону: Юридико-догматические очерки. // Вестник права. — 1900. — N 3. Март. — С. 1-18.
- Мораль, право и религия по действующему русскому закону: Веротерпимость и национальный принцип по действующему праву. Юридико-догматические очерки. // Вестник права. — 1900. — N 4 и 5. Апрель и май. — С. 1-49.
- Общественное благо и абсолютное государство. // Вестник права. — 1902. — № 9-10, Ноябрь-Декабрь. — С. 1-128.
- Что такое правовое государство. // Вестник права. — 1903. — Книга четвёртая. Апрель. — С. 71-99.
- Нравственная личность в правовом государстве. // Вестник права . — 1903. — Книга пятая и шестая. Май-Июнь. — С. 37-48.
- Новое право. // Вестник права. — 1904. — Книга пятая. Май. — С.28-90.
- Рейснер М. А., бывш. проф. Томского Ун-та. Государство и верующая личность: Сборник статей. — С.-Петербург: Типография т-ва «Общественная Польза», 1905. − 423 с. — (Библиотека «Общественной пользы»).
- Русский абсолютизм и европейская реакция. — [С.-Петербург]: Дело, 1906. — 102 с.
- Теория Л. И. Петражицкого, марксизм и социальная идеология. — С.-Петербург: Типография т-ва «Общественная Польза», 1908. — 239 с.
- Л. Андреев и его социальная идеология. Опыт социологической критики. — 1909
- Государство: Пособие к лекциям по общему учению о государстве. Часть 1, Культурно-исторические основы. — Москва: Типография Т-ва И. Д. Сытина, 1911. — 223 с., [291].
- Государство. Часть 2, Часть 3, Государство и общество; Государственные формы. — Москва: Типография Т-ва И. Д. Сытина, 1912. — 291 с.
- Общественная борьба и политические партии. — 1917
- Пролетариат и мещанство. — П., изд. Белопольского, 1917 г.- 132 с.
- Государство. Часть 1, Идеология и метод. — 2-е изд. — Москва: Издание Социалистической Академии Общественных наук, 1918. — 222 с.
- Государство буржуазии и Р. С. Ф. С. Р.: В трех частях. — Москва; Петроград: Государственное изд-во, 1923. — 419 с.
- Проблемы социальной психологии. — Ростов-Дон, 1925.
- Право: Наше право; Чужое право; Общее право. — Л.; М.: Госиздат, 1925. — 276 с.
- История политических учений. Том первый. — М.; Л.: Госиздат, 1929. — 456 с.

### Рецензии
- [Рецензия на работы] Е. Темниковского «Государственное положение религий во Франции», В.Соколова «Государственное положение религий в Германии» / М. А. Рейснер. // Вестник права. — 1899. — N 4. Апрель. — С. 193—205.